# Trefcon
Trefcon est une commune française située dans le département de l'Aisne, en région Hauts-de-France.

## Géographie

### Communes limitrophes
|        | Vraignes-en-Vermandois | Pœuilly      |
| Tertry | Trefcon                | Caulaincourt |
|        | Beauvois-en-Vermandois |              |

### Hydrographie

#### Réseau hydrographique
La commune est située dans le bassin Artois-Picardie. Elle est drainée par Omignon.
L'Omignon, d'une longueur de 32 km, prend sa source dans la commune de Bellenglise et se jette  dans la Somme à Brie, après avoir traversé 16 communes.

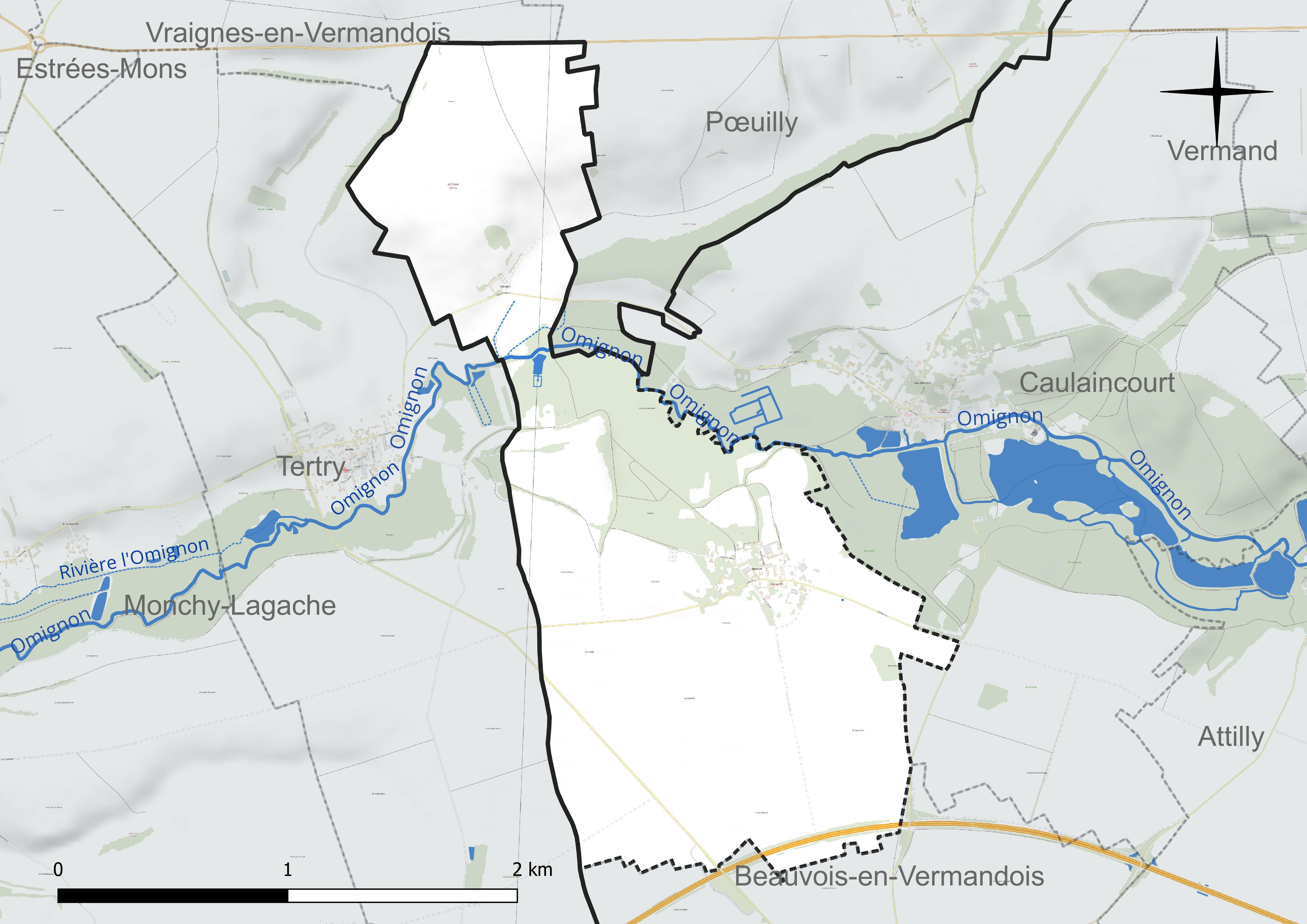
Réseau hydrographique de Trefcon.

#### Gestion et qualité des eaux
Le territoire communal est couvert par le schéma d'aménagement et de gestion des eaux (SAGE) « Haute Somme ». Ce document de planification concerne un territoire de 1 798 km2 de superficie, délimité par le bassin versant de la Haute Somme est constitué d'un réseau hydrographique complexe de cours d'eau, de marais, d'étangs et de canaux. Le périmètre a été arrêté le 21 avril 2006 et le SAGE proprement dit a été approuvé le 15 juin 2017. La structure porteuse de l'élaboration et de la mise en œuvre est le syndicat mixte d'aménagement hydraulique du bassin versant de la Somme (AMEVA).
La qualité des cours d'eau peut être consultée sur un site dédié géré par les agences de l'eau et l'Agence française pour la biodiversité.

### Climat
Pour des articles plus généraux, voir Climat des Hauts-de-France et Climat de l'Aisne.
En 2010, le climat de la commune est de type climat océanique dégradé des plaines du Centre et du Nord, selon une étude du CNRS s'appuyant sur une série de données couvrant la période 1971-2000. En 2020, Météo-France publie une typologie des climats de la France métropolitaine dans laquelle la commune est exposée à un climat océanique et est dans la région climatique Nord-est du bassin Parisien, caractérisée par un ensoleillement médiocre, une pluviométrie moyenne régulièrement répartie au cours de l'année et un hiver froid (3 °C).
Pour la période 1971-2000, la température annuelle moyenne est de 10,2 °C, avec une amplitude thermique annuelle de 14,8 °C. Le cumul annuel moyen de précipitations est de 707 mm, avec 11,6 jours de précipitations en janvier et 8,7 jours en juillet. Pour la période 1991-2020, la température moyenne annuelle observée sur la station météorologique la plus proche, située sur la commune d'Estrées-Mons à 7 km à vol d'oiseau, est de 11,0 °C et le cumul annuel moyen de précipitations est de 647,5 mm,. Pour l'avenir, les paramètres climatiques de la commune estimés pour 2050 selon différents scénarios d'émission de gaz à effet de serre sont consultables sur un site dédié publié par Météo-France en novembre 2022.

## Urbanisme

### Typologie
Au 1er janvier 2024, Trefcon est catégorisée commune rurale à habitat dispersé, selon la nouvelle grille communale de densité à 7 niveaux définie par l'Insee en 2022.
Elle est située hors unité urbaine. Par ailleurs la commune fait partie de l'aire d'attraction de Saint-Quentin, dont elle est une commune de la couronne,. Cette aire, qui regroupe 120 communes, est catégorisée dans les aires de 50 000 à moins de 200 000 habitants,.

### Occupation des sols
L'occupation des sols de la commune, telle qu'elle ressort de la base de données européenne d'occupation biophysique des sols Corine Land Cover (CLC), est marquée par l'importance des territoires agricoles (87,8 % en 2018), une proportion identique à celle de 1990 (87,8 %). La répartition détaillée en 2018 est la suivante : 
terres arables (86,9 %), forêts (12,2 %), zones agricoles hétérogènes (0,9 %).
L'évolution de l'occupation des sols de la commune et de ses infrastructures peut être observée sur les différentes représentations cartographiques du territoire : la carte de Cassini (XVIIIe siècle), la carte d'état-major (1820-1866) et les cartes ou photos aériennes de l'IGN pour la période actuelle (1950 à aujourd'hui).

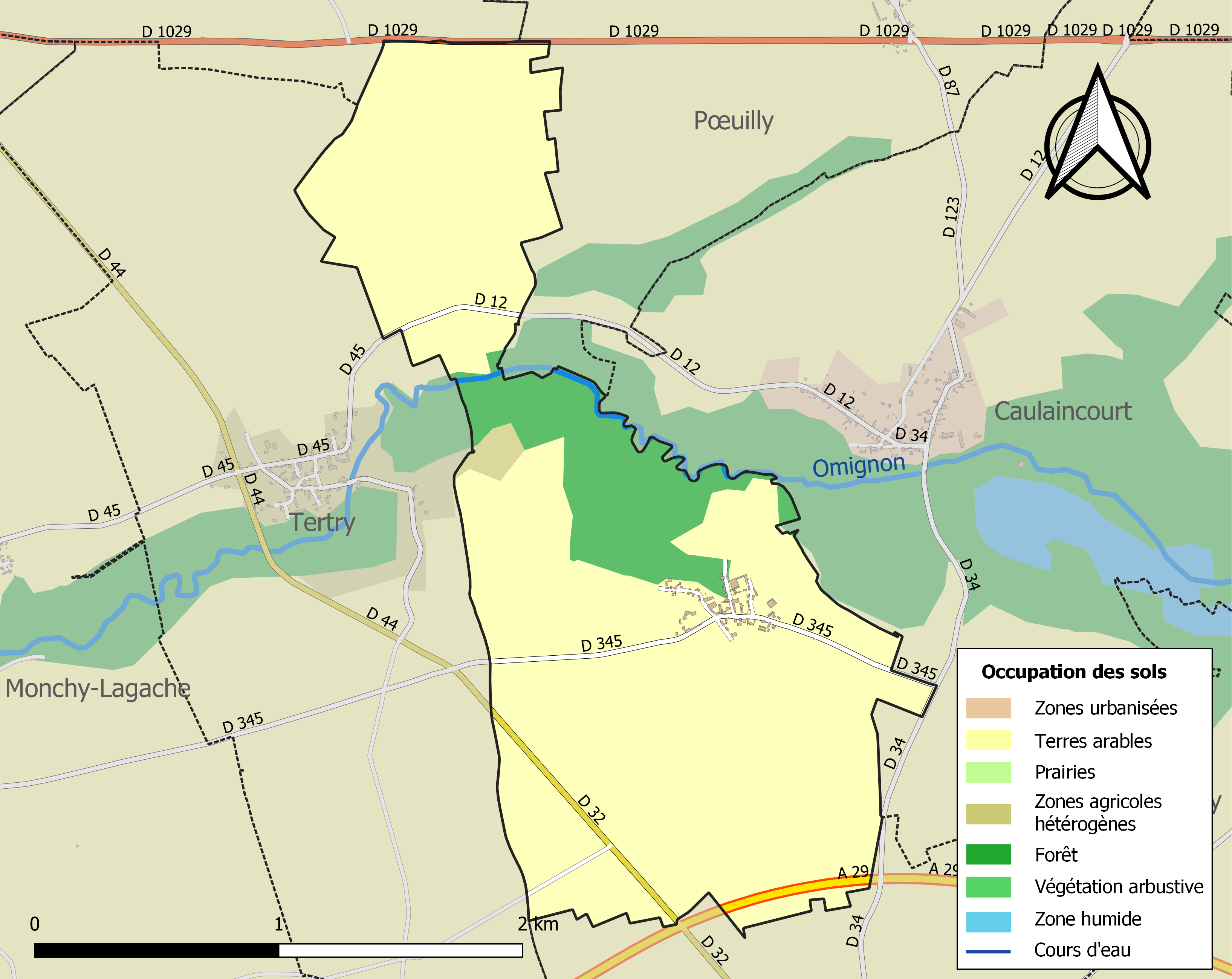
Carte de l'occupation des sols de la commune en 2018 (CLC).

## Toponymie
Le village apparaît pour la première fois en 1242 sous le nom de Trevecon dans une charte de l'abbaye Saint-Éloi de Noyon, Treuvecon, Treffcon, Treffecon, Trevecon sur la carte de Cassini puis l'appellation actuelle au XIXe siècle.

## Histoire
|  |
|  |

 Carte de Cassini 
 
La carte de Cassini ci-contre montre qu'au milieu du XVIIIe siècle, Trefcon (écrit Trevecon) est une paroisse située sur le plateau qui domine la vallée de l'Omignon. Les communications se font par des chemins de terre et des voies sont en projet (en pointillés). Le calvaire au carrefour des routes de Beauvois devait avoir une certaine importance puisqu'il est figuré sur la carte.

Le village disparu de Saint-Martin-des-Prés, qui fait de nos jours partie de Trefcon, était alors une paroisse indépendante avec son église dont il persiste les ruines aujourd'hui. Les ruines du moulin à eau représenté par une roue dentée sur la carte, autour duquel s'était construite une importante fabrique de sucre, sont encore visibles de nos jours. 

Au nord, la ferme de Cauvigny, qui s'est appelée Calvini en 1132 puis Calveniacum en 1148, indique que la vigne y était cultivée autrefois
. Cauvigny  était reliée à Saint-Martin-des-Prés par une route pavée dont il reste des tronçons actuellement.
Arbre de mai
L'Arbre de mai était une tradition populaire qui consistait à planter, au début du mois de mai, un arbre ou un mât au milieu du village pour fêter le renouveau de la nature. Cette tradition aujourd'hui disparue en Vermandois était encore bien présente au début du XIXe siècle comme le prouve le tragique fait divers ci-après : Dans la nuit du 1er mai, des jeunes gens de Caulaincourt se rendirent à Trefcon pour juger si le mai de cette commune était plus beau que le leur... Une dispute s'éleva et des coups de bâton furent portés des deux côtés... Dans la lutte, le nommé Lesage âgé de 20 ans, de Trefcon, reçut des coups violents sur le crâne..., il succomba pendant la nuit... (Journal des Débats du 9 mai 1835).
Guerre franco-allemande de 1870-1871

De nombreux combats se sont déroulés à Trefcon en janvier 1871 avant la défaite de l'armée française.
Première Guerre mondiale

Après la bataille des frontières du  7 au 24 août 1914, devant les pertes subies, l'état-major français décide de battre en retraite depuis la Belgique. Le 28 août 1914, les Allemands s'emparent du village et poursuivent leur route vers l'ouest. Dès lors commença l'occupation  qui dura jusqu'en octobre 1918. Pendant toute cette période, Essigny-le-Petit restera loin des combats, le front se situant à une vingtaine de kilomètres à l'ouest vers Péronne. Le village servira de base arrière pour l'armée allemande.

En février 1917, le général Hindenburg décida de la création d'une ligne défense à l'arrière du front ; cette ligne Hindenburg de fortifications s'appuira sur le canal de Saint-Quentin. Comme tous les villages se trouvant à l'avant de cette ligne, Trefcon sera rasé: l'église, l'école, et les habitations seront dynamitées et incendiées; tous les arbres seront sciés à 1 m du sol. Auparavant, le 27 février 1917, les habitants du village seront évacués vers Vraignes-en-Vermandois qui sera épargnée pour servir d'abri à la population civile.

Après l'Armistice, peu à peu, les habitants évacués sont revenus, mais la population de 170 habitants en 1911 ne sera plus que de 96 en 1921 soit pratiquement la moitié.

Vu les souffrances endurées par la population pendant les quatre années d'occupation et les dégâts aux constructions, la commune s'est vu décerner la Croix de guerre 1914-1918 (France) le 17 octobre 1920.

Sur le monument aux morts sont inscrits les noms des cinq soldats de la commune morts pour la France ainsi que de deux victimes civiles .

## Politique et administration

### Découpage territorial
La commune de Trefcon est membre de la communauté de communes du Pays du Vermandois, un établissement public de coopération intercommunale (EPCI) à fiscalité propre créé le 31 décembre 1993 dont le siège est à Bellicourt. Ce dernier est par ailleurs membre d'autres groupements intercommunaux.
Sur le plan administratif, elle est rattachée à l'arrondissement de Saint-Quentin, au département de l'Aisne et à la région Hauts-de-France. Sur le plan électoral, elle dépend du  canton de Saint-Quentin-1 pour l'élection des conseillers départementaux, depuis le redécoupage cantonal de 2014 entré en vigueur en 2015, et de la deuxième circonscription de l'Aisne  pour les élections législatives, depuis le dernier découpage électoral de 2010.

### Administration municipale
Le nombre d'habitants de la commune étant inférieur à 100, le nombre de membres du conseil municipal est de 7.

#### Liste des maires
| Période                                  | Période                       | Identité         | Étiquette | Qualité                                   |
| ---------------------------------------- | ----------------------------- | ---------------- | --------- | ----------------------------------------- |
| Les données manquantes sont à compléter. |                               |                  |           |                                           |
| avant 1876                               | après 1877                    | Vinchon          |           |                                           |
| mars 2001                                | mai 2020                      | Anic Urier       | DVD       | Retraitée Réélu pour le mandat 2014-2020, |
| mai 2020                                 | En cours (au 13 juillet 2020) | Véronique Rozier |           |                                           |

## Démographie
L'évolution du nombre d'habitants est connue à travers les recensements de la population effectués dans la commune depuis 1793. Pour les communes de moins de 10 000 habitants, une enquête de recensement portant sur toute la population est réalisée tous les cinq ans, les populations de référence des années intermédiaires étant quant à elles estimées par interpolation ou extrapolation. Pour la commune, le premier recensement exhaustif entrant dans le cadre du nouveau dispositif a été réalisé en 2007.

En 2022, la commune comptait 81 habitants, en évolution de −6,9 % par rapport à 2016 (Aisne : −1,97 %, France hors Mayotte : +2,11 %).
| 1793 | 1800 | 1806 | 1821 | 1831 | 1836 | 1841 | 1846 | 1851 |
| ---- | ---- | ---- | ---- | ---- | ---- | ---- | ---- | ---- |
| 225  | 230  | 202  | 213  | 214  | 248  | 244  | 227  | 232  |

| 1856 | 1861 | 1866 | 1872 | 1876 | 1881 | 1886 | 1891 | 1896 |
| ---- | ---- | ---- | ---- | ---- | ---- | ---- | ---- | ---- |
| 231  | 207  | 214  | 201  | 191  | 185  | 173  | 181  | 175  |

| 1901 | 1906 | 1911 | 1921 | 1926 | 1931 | 1936 | 1946 | 1954 |
| ---- | ---- | ---- | ---- | ---- | ---- | ---- | ---- | ---- |
| 185  | 174  | 170  | 96   | 120  | 129  | 117  | 119  | 124  |

| 1962 | 1968 | 1975 | 1982 | 1990 | 1999 | 2006 | 2007 | 2012 |
| ---- | ---- | ---- | ---- | ---- | ---- | ---- | ---- | ---- |
| 99   | 94   | 86   | 87   | 83   | 95   | 84   | 82   | 89   |

| 2017 | 2022 | - | - | - | - | - | - | - |
| ---- | ---- | - | - | - | - | - | - | - |
| 85   | 81   | - | - | - | - | - | - | - |

## Culture et patrimoine

### Lieux et monuments
- Église Saint-Martin de Trefcon.
- Monument aux morts.
- Calvaire.
- Le cimetière militaire britannique de la Commonwealth War Graves Commission se trouve en fait sur le territoire de la commune Caulaincourt.

- Le village disparu de Saint-Martin-des-Prés

- Cette commune est située sur le tracé de la via Francigena
- Trefcon possède une Eschole Picarte, école non officielle de langue picarde.

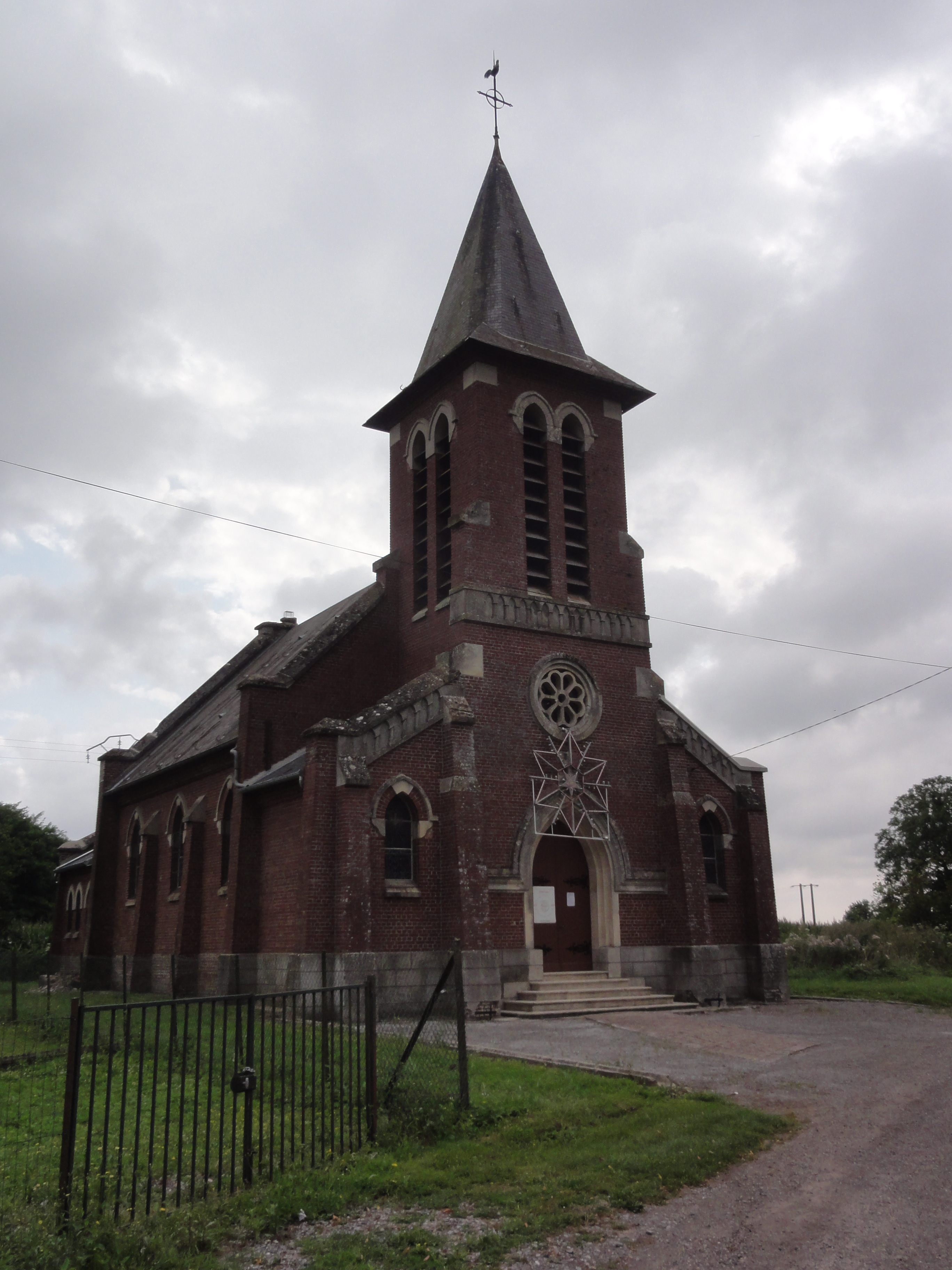
Église Saint-Martin.
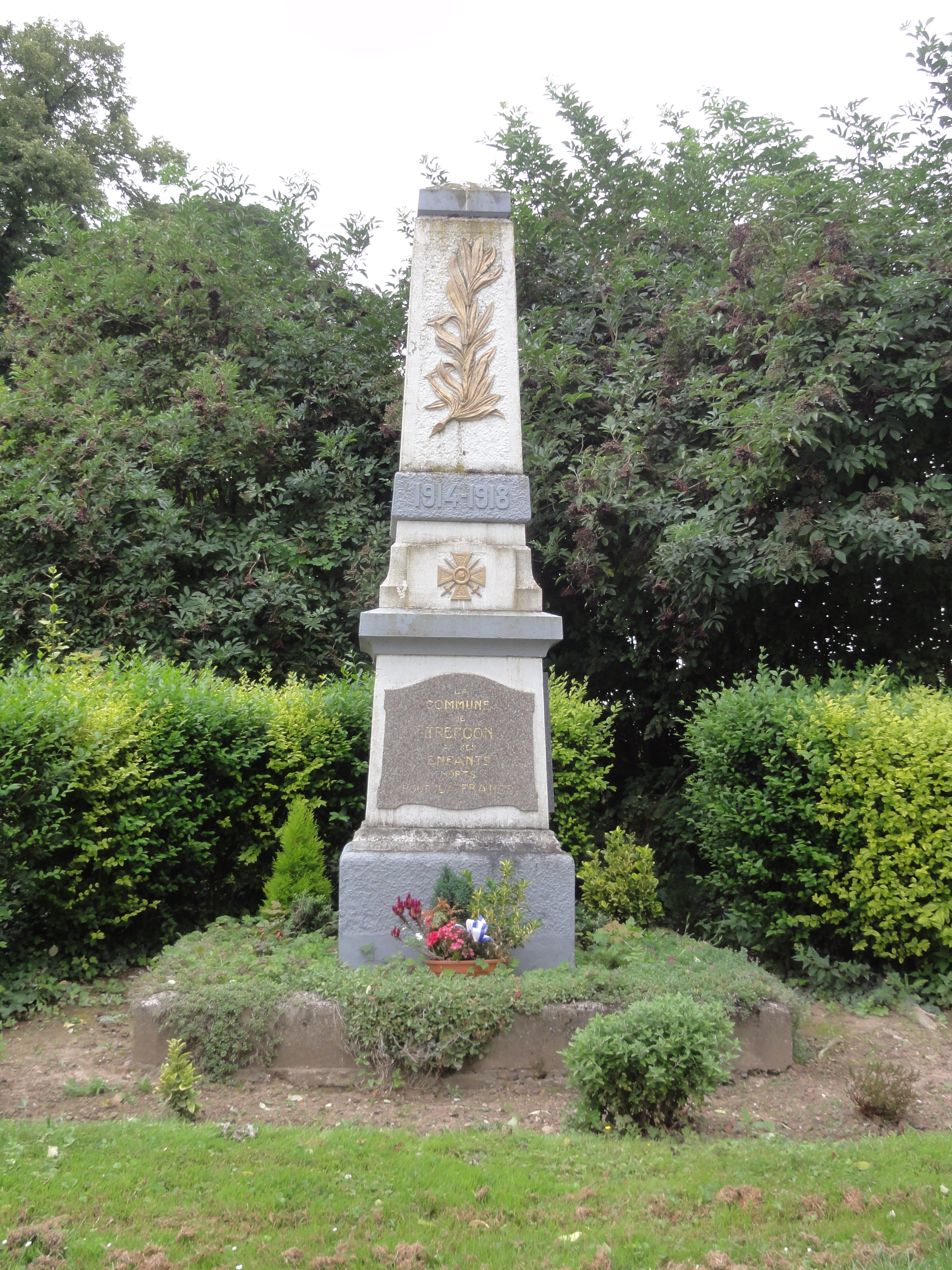
Le monument aux morts.
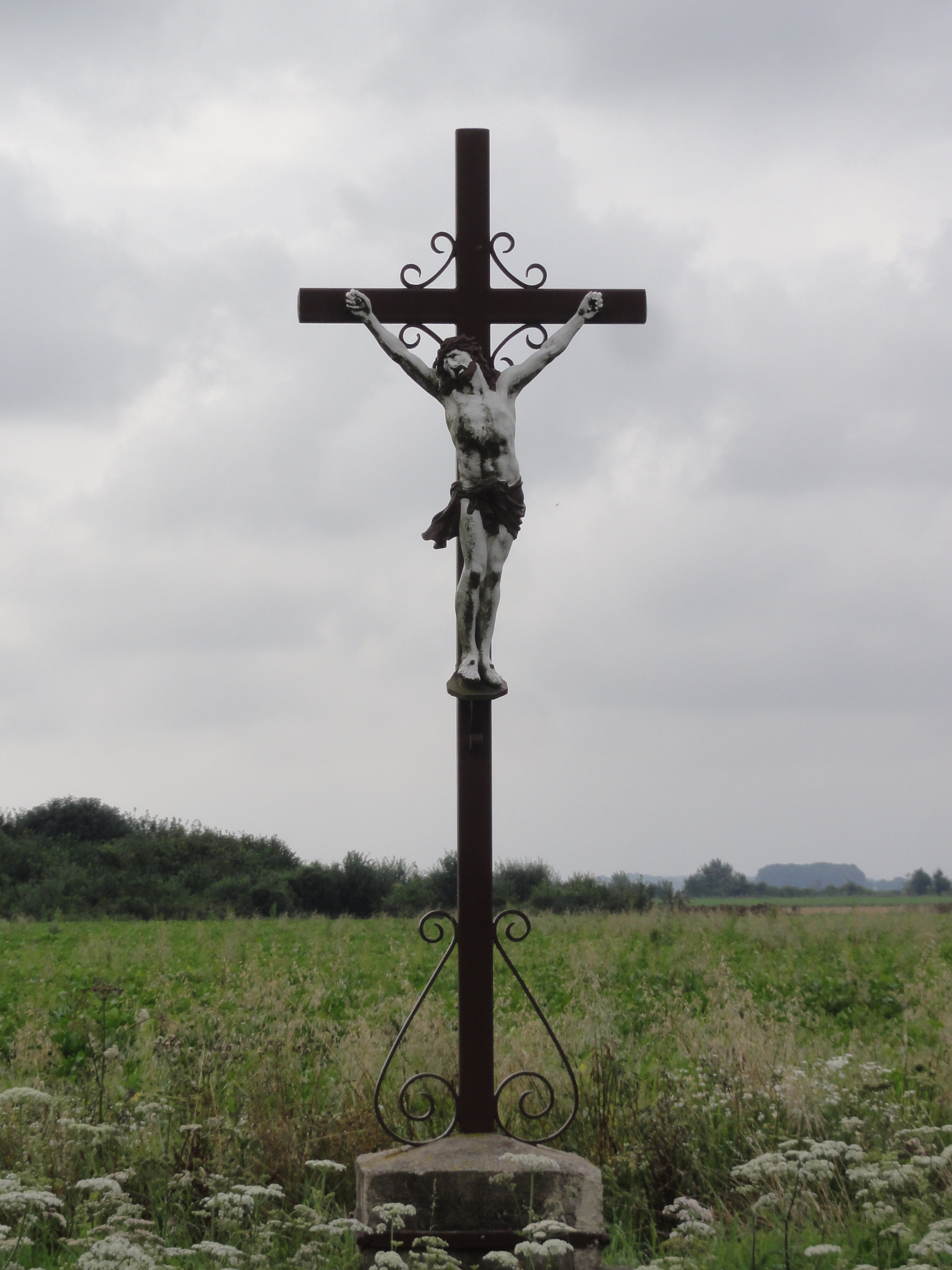
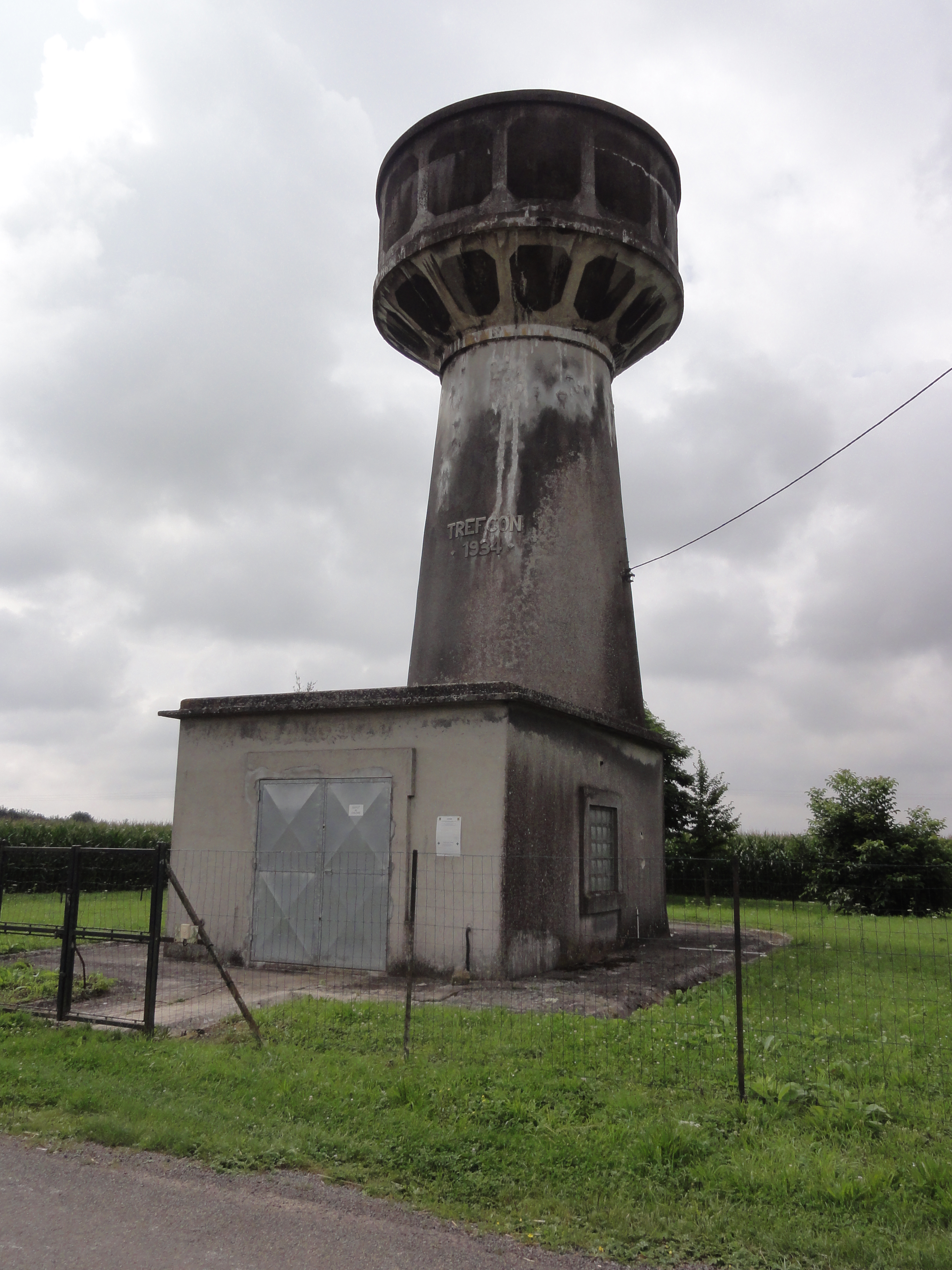
Le château d'eau.
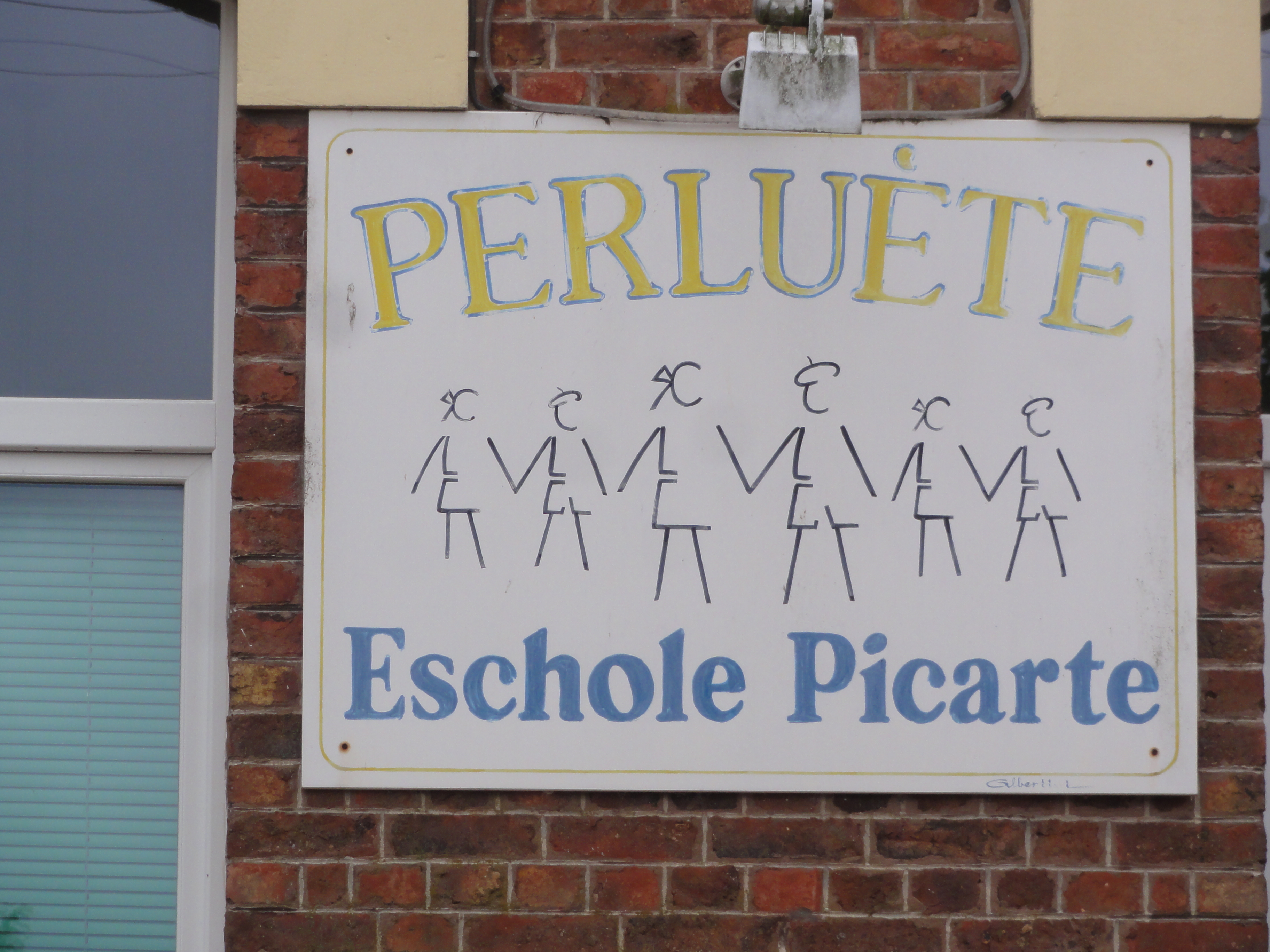
Panneau de l'Eschole Picarte.
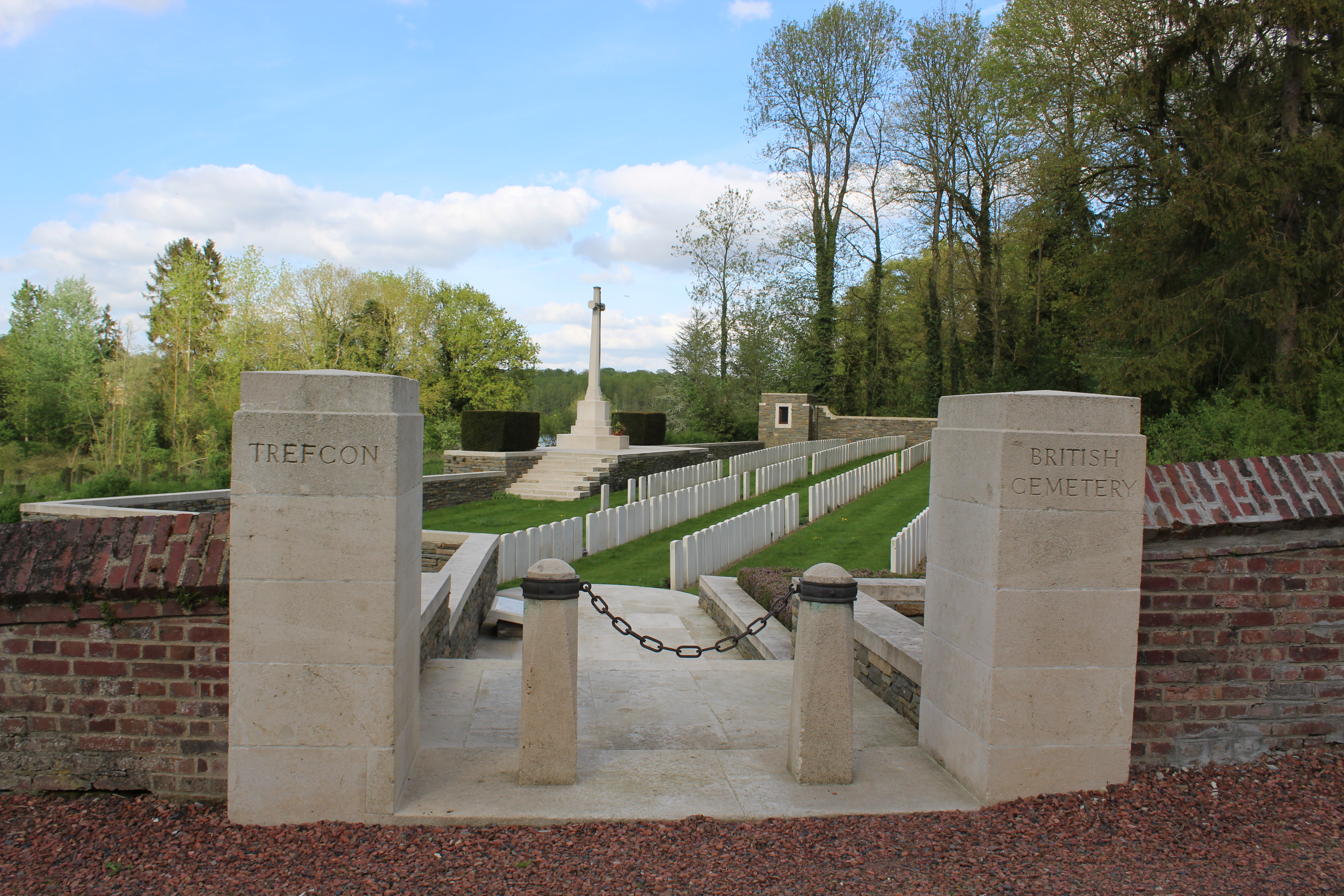
Le cimetière britannique de Trefcon situé sur la commune de Caulaincourt.